# Фізика астрочастинок
Неприскорювальна фізика елементарних частинок  (англомовна назва Astroparticle physics) також звана як астрофізика частинок, є галуззю фізики елементарних частинок, що досліджує елементарні частинки без застосування прискорювачів, у тісному зв'язку з астрофізикою та космологією. Це відносно нова галузь досліджень, що виникають на стику фізики елементарних частинок, ядерної фізики, астрономії, астрофізики, фізики твердого тіла і космології. Частково мотивовано відкриттям осциляції нейтрино, галузь зазнала бурхливого розвитку, як теоретично, так і експериментально, з початку 2000-х років.

## Історія
Область Неприскорювальна фізика елементарних частинок виділяється з фізики ядра, елементарних частинок та оптичної астрономії. З ростом технології детекторів, зокрема розташованих глибоко під землею для захисту вимірювальної апаратури від космічних променів, прийшла більш зріла астрофізика, яка залучила кілька підрозділів фізики, такі як механіка, електродинаміка, термодинаміка, фізика плазми, ядерна фізика, теорія відносності та фізика елементарних частинок. Фізика елементарних частинок знайшли астрофізику необхідною через труднощі в отриманні частинок з порівнянною енергією до знайдених в просторі. Наприклад, в спектр космічних променів містить частинки з енергіями вище, ніж 1012 еВ, де зіткнення протон-протонні на Великому адронному колайдері відбувається при енергії декількох ТеВ (1012 еВ).
Можна сказати, що ця область почалася в 1910 році, коли німецький фізик на ім'я Теодор Вульф виміряв іонізацію в повітрі, індикатор гамма-випромінювання, в нижній і верхній частині Ейфелевої вежі. Він виявив, що там було набагато більше іонізації на вершині, ніж очікувалося, якщо тільки наземні джерела були приписані для цього випромінювання.
Віктор Франц Гесс, тоді австрійський фізик, висунув гіпотезу, що деяка іонізація була викликана випромінюванням з неба. Для того, щоб захистити цю гіпотезу, Гесс розробив інструменти, здатні працювати на великих висотах і проводити спостереження за іонізації до висоти 5,3 км. З 1911 по 1913 рік, Гесс зробив десять польотів, щоб прискіпливо виміряти рівні іонізації. За попередніми розрахунками, він не очікував жодної іонізації на висоті 500 м, якщо наземні джерела були єдиною причиною випромінювання. Його вимірювання, однак, показали, що, хоча рівні іонізації спочатку зменшуються з висотою, зате потім в якийсь момент вони почали різко зростати. На вершинах своїх польотів, він виявив, що рівні іонізації були значно більші, ніж на поверхні. Гесс був тоді в змозі зробити висновок про те, що «випромінювання дуже високої проникаючої потужності входить в нашу атмосферу з висоти». Більше того, один з польотів Гесса відбувся під час майже повного затемнення Сонця. Так як він не спостерігав падіння в рівнях іонізації, Гесс вважав, що джерело повинно бути далі в космосі. За це відкриття Гесс був одним із людей, удостоєних Нобелівської премії з фізики в 1936 р. У 1925 році Роберт Міллікен підтвердив відкриття Гесса і ввів термін «космічні промені».
Багато фізиків знають про походження галузі неприскорювальної фізики елементарних частинок воліють відносити це «відкриття» космічних променів Гесса як відправну точку для цієї області.

## Теми дослідження
Хоча може бути важко вирішити про стандартний «підручник» опису галузі неприскорювальної фізики елементарних частинок, зате її можна охарактеризувати тими темами досліджень, які активно порушуються. Журнал Astroparticle Physics видавництва Elsevier, приймає статті, які зосереджені на нових розробках в наступних галузях:
- Фізика нейтрино;
- Фізика високих енергій космічних променів і астрофізика;
- Космологія частинок;
- Астрофізика частинок;
- Близькі за темою астрофізики: Наднова, активні ядра галактик, космічних змістів, темна матерія і т. д.;
- Висока енергія, VHE і UHE гамма-астрономії;
- Високо- і низько енергетична нейтринна астрономія;
- Вимірювальні прилади і детектор події, пов'язані з вищевказаними галузями.

## Відкрите запитання
Одним з головних завдань для майбутнього цієї області є ретельно визначити себе за рамками робочих визначень і чітко диференціювати себе від астрофізики і інших пов'язаних з цим тем.
Поточною невирішеною проблемою для галузі фізики астрочастин є темна матерія і темна енергія. Спостереження орбітальних швидкостей зірок в Чумацькому Шляху і швидкостей галактик в скупченнях галактик, щільність енергії видимої матерії у Всесвіті дуже недостатній для пояснення динаміки. З початку дев'яностих років зайшлись декілька кандидатів, які частково пояснили деякі з відсутньої темної матерії, але вони не достатньо наблизились, щоб запропонувати повне пояснення. Виявлення прискорення Всесвіту припускає, що значна частина відсутньої темної матерії зберігається у вигляді темної енергії в динамічному вакуумі.
Ще однією проблемою неприскорювальної фізики елементарних частинок є питання про асиметрію між кількостями у Всесвіті матерії і антиматерії. Баріогенезис це термін для гіпотетичних процесів, які виробили нерівні числа баріонів і антибаріонів в ранньому Всесвіті, тому Всесвіт складається з матерії сьогодні, а не з антиматерії.

## Експериментальна база
Швидкий розвиток цієї галузі призвів до розробки нових видів інфраструктури. У підземних лабораторіях або зі спеціально розробленими телескопів, антенами і супутниковими експериментами використовують нові методи, щоб спостерігати широкий спектр космічних частинок, в тому числі нейтрино, гамма-променів і космічних променів при найвищих енергіях. Вони також шукають темну матерію і гравітаційні хвилі. Експериментальні фізики астрочастин обмежені технологіями їх земних прискорювачів, які тільки здатні виробляти невелику частину енергії, що зустрічається в природі.
Засоби, експерименти і лабораторії, які беруть участь у неприскорювальній фізиці елементарних частинок, включають в себе:
- IceCube (Антарктида). Найдовший детектор частинок в світі, був завершений в грудні 2010 р. Метою детектора є вивчення нейтрино високих енергій, пошук темної матерії, спостереження наднових, і пошук екзотичних частинок, таких як магнітні монополі.[6]
- ANTARES (телескоп). (Тулон, Франція). Нейтринний детектор 2,5 км під Середземним морем біля берегів Тулону, Франція. Призначений для виявлення і спостереження нейтринного потоку в напрямку південної півкулі.
- Обсерваторія П'єра Оже (Маларжи, Аргентина). Виявляє і досліджує космічні промені високих енергій з використанням двох методів. Одним з них є вивчення частинок взаємодії з водою, вміщеній в танках поверхні детектора. Інший метод полягає у відстеженні розвитку атмосферних злив шляхом спостереження ультрафіолетового світла, що випускається високо в атмосфері Землі.[7]
- Аксіонний сонячний телескоп CERN (CERN, Швейцарія). Шукає аксіони, що походять від Сонця.
- Проект NESTOR (Пілос, Греція). Метою міжнародного співробітництва є розгортання нейтринного телескопа на морському дні Пілос, Греція.
- Національна лабораторія Гран Сассо (Л'Аквіла, Італія). Розташована в горах Гран-Сассо зі своїми експериментальними залами, охопленими 1400 м скелею, яка захищає експерименти від космічних променів. На об'єкті проводяться експерименти, які вимагають низького фонового шуму навколишнього середовища.
- Європейська Мережа астрочастин Aspera. Розпочалась в липні 2006 року і відповідає за координацію і фінансування національних дослідницьких зусиль у фізику астрочастинок.
- SNOLAB